# Alfonso Rueda
Alfonso Rueda Valenzuela (ur. 8 lipca 1968 w Pontevedrze) – hiszpański polityk i prawnik, działacz Partii Ludowej, prezydent Galicji (od 2022).

## Życiorys
Ukończył studia prawnicze na Universidad de Santiago de Compostela, uzyskał również dyplom z zarządzania. Pracował jako urzędnik administracji lokalnej, był sekretarzem zgromadzeń miejskich w Cervantes, A Cañiza i Cambados oraz sekretarzem jednostki administracyjnej A Paradanta. Był dyrektorem gabinetu ministra sprawiedliwości, spraw wewnętrznych i pracy w rządzie wspólnotowym, a w 2000 został mianowany dyrektorem generalnym do spraw administracji lokalnej we władzach regionu. Działacz Partii Ludowej, w 2006 objął funkcję sekretarza generalnego tego ugrupowania w Galicji. W 2009 po raz pierwszy wybrany na posła do wspólnotowego parlamentu, uzyskiwał następnie reelekcję na kolejne kadencje.
Również w 2009 wszedł w skład rządu Galicji, odpowiadając w nim za sprawy prezydencji, administracji publicznej i sprawiedliwości, a od 2020 za sprawy prezydencji, sprawiedliwości i turystyki. Od 2012 pełnił funkcję wiceprezydenta, a od 2020 pierwszego wiceprezydenta. W maju 2022 został nowym prezydentem Galicji, zastępując na tym stanowisku Alberta Núñeza Feijóo. W tym samym miesiącu wybrano go również na przewodniczącego Partii Ludowej w Galicji.
W wyborach w 2024 jego ugrupowanie utrzymało bezwzględną większość w regionalnym parlamencie; Alfonso Rueda w konsekwencji pozostał prezydentem Galicji na kolejną kadencję.